# Bachata Stereo
Bachata Stereo es el tercer álbum de estudio del cantautor Daniel Santacruz.

## Información del álbum
Producido por Daniel Santacruz y Alejandro Jaén. En Bachata Stereo Santacruz se inclina aún más al género bachata, logrando una fusión interesante entre elementos pop y tropicales. El álbum fue producido, escrito y grabado casi en su totalidad entre febrero y mayo del 2011. 
Bachata Stereo cuenta con 13 canciones mayormente escritas por Daniel Santacruz y un cover de la canción Te amo de Franco De Vita. 
Arreglos en su mayoría de Richy Rojas en combinación con Santacruz, también participan como arreglistas Ambiorix Francisco, Nano Paredes, Massimo Bellaroba y Tony Rijos. Las sesiones vocales fueron grabadas en «Música Futura Studio» de Miami y las sesiones instrumentales entre New York, Santo Domingo y Miami. El disco cuenta con varios duetos: Se busca un corazón con Alexandra (Monchy y Alexandra), El movimiento del amor con el grupo Italiano Hispánico Latino y No para de llover interpretada junto a Alejandro Jaén, coproductor del álbum.
Cuando un hombre se enamora es el primer sencillo de Bachata Stereo, canción que ya ocupa lugares importantes dentro de la música tropical en Europa y parte de Latinoamérica. El video de la misma fue realizado a principios del 2011 en Milán, Italia.

## Nominación al Grammy Latino
El 14 de septiembre del 2011 fueron anunciadas las nominaciones de la duodécima edición del premio Grammy Latino dentro de las que quedó Bachata Stereo en la categoría de Mejor álbum tropical contemporáneo a solo dos meses de su lanzamiento.

## Lista de canciones
| N.º | Título                                     | Escritor(es)                        | Duración |  |
| 1.  | «Cuando un hombre se enamora»              | Daniel Santacruz                    | 4:10     |  |
| 2.  | «Te Amo»                                   | Franco De Vita                      | 3:35     |  |
| 3.  | «Palabritas»                               | Daniel Santacruz                    | 3:34     |  |
| 4.  | «Bachata en Nueva York»                    | Daniel Santacruz                    | 3:33     |  |
| 5.  | «No quiero olvidarte»                      | Daniel Santacruz                    | 3:29     |  |
| 6.  | «Qué va a ser de ti?»                      | Daniel Santacruz                    | 3:38     |  |
| 7.  | «No para de llover con Alejandro Jaén»     | Daniel Santacruz                    | 4:07     |  |
| 8.  | «Se enamora (Tan loca de amor)»            | Daniel Santacruz                    | 3:36     |  |
| 9.  | «Se busca un corazón con Alexandra»        | Daniel Santacruz                    | 3:21     |  |
| 10. | «Quisiere decirte»                         | Daniel Santacruz                    | 3:28     |  |
| 11. | «Sálvame ahora»                            | Daniel Santacruz                    | 3:39     |  |
| 12. | «El movimiento del amor»                   | Massimo Bellaroba, Daniel Santacruz | 3:53     |  |
| 13. | «Cuando un hombre se enamora (radio edit)» | Daniel Santacruz                    | 3:34     |  |